# 二硅化镎
二硅化镎是一种无机化合物，化学式为NpSi
2，其中Np为+3价。它可以形成晶体，难溶于水。

## 制备及性质
二硅化镎可由三氟化镎和硅粉在真空中反应得到：
{\displaystyle {\mathsf {4NpF_{3}+11Si\ {\xrightarrow {1500^{o}C}}\ 4NpSi_{2}+3SiF_{4}}}}
它是四方晶系晶体，空间群I41/amd，晶胞参数a = 3.96 Å，c = 13.67 Å, Z = 4。
它在水中无明显现象，但可以和盐酸剧烈反应：：
{\displaystyle {\mathsf {NpSi_{2}+8HCl\ \xrightarrow {\ } NpCl_{4}+2SiH_{4}}}}